# ソン・ジウン
ソン・ジウン (朝: 송지은、英: Song Ji-eun、中: 宋枝恩、1990年5月5日 - )は、韓国・ソウル特別市出身の歌手、女優。アイドルグループSecretの元メンバー。

## 略歴
2006年に音楽アカデミーに通い始め、同アカデミーのボーカルトレーナーに抜擢される。
2007年にはドラマ「エア・シティ」(MBC)のOSTへ参加(収録曲『Learning To Fly』)、2008年にはドラマ「飛天舞」(SBS)のOST(収録曲『飛天舞歌』)、ドラマ「大韓民国弁護士」(MBC)のOST(収録曲『香水』)へ参加。JYPエンターテインメントのオーディションに合格し、練習生となる。2009年、「Untouchable 1st Mini Album」へのフィーチャリング参加がきっかけでTSエンターテインメントと契約し、Secretとしてデビュー。2010年には女優としての活動もスタートさせる。
2014年12月、ミニアルバム『Twenty Five』で日本ソロ・デビュー。
2017年、ドラマ『じれったいロマンス』でソンフンと共に主演を務め、120ヶ国で同時配信された。
大韓商事仲裁院に所属事務所を相手に専属契約不存在の仲裁申請書を提出したとの報道がされ、2018年2月にTSエンターテインメントとの専属契約終了と同時にSecretからも脱退したことを発表した。
2019年、新たな事務所と契約を結び、約2年ぶりに活動を再開させた。
2024年、全身麻痺で車椅子で生活を送るYouTuberのパク・ウィと2024年10月19日に結婚式を挙げ入籍した。

## 音楽作品
ソロ活動のみ表記
| 枚  | 発売日         | タイトル        | 販売形態           | 備考                               |
| --- | -------------- | --------------- | ------------------ | ---------------------------------- |
| 1st | 2009年12月15日 | 어젠(Yesterday) | デジタル・シングル | duet. ファニ、ソロバージョンも有り |
| 2nd | 2011年3月3日   | 미친거니(Crazy) | デジタル・シングル | feat. パン・ヨングク               |
| 3rd | 2013年9月30日  | 희망고문        |                    |                                    |
| 4th | 2014年9月24日  | 쳐다보지마      |                    |                                    |
| 5th | 2014年10月15日 | 25              |                    |                                    |

## 出演

### ミュージカル
- 2007年 「Learning To Fly」MBCドラマ『エア・シティ』OST
- 2008年 「飛天舞歌」SBSドラマ『飛天舞』OST
- 2008年 「香水」MBCドラマ『大韓民国弁護士』OST - Feat. ジウンとPKヘマン
- 2009年 「My Boo」アンタッチャブル (韓国音楽グループ) 1st ミニアルバム - Feat. ジウンとヒョソン[8]
- 2011年 「Going Crazy」 - ジウン ソロ[9]
- 2012年 「It's cold」SBSドラマ『お願い、キャプテン』OST - ジウン ソロ[10]

### ドラマ
- 2010年 MBC「見るほど愛嬌満点」 - ソン・ホイ 役
- 2013年 KBS2「一縷の純情」 - 過去のカン・スジ 役
- 2017年 じれったいロマンス -イ･ユミ役
- 2019年 僕を溶かしてくれ（2019年、tvN） - オ・ヨンソン 役

### バラエティ番組
- 2011年 KBS2「不朽の名曲2」
- 2013年 MBC「私たち結婚しました」